# César Eduardo Méndez
César Eduardo Méndez Olivera (ur. 29 kwietnia 1959 w Montevideo) – urugwajski piłkarz, trener piłkarski.